# Attaque de Mourdiah
Guerre du Mali
Batailles
L'attaque de Mourdiah a lieu le 26 mai 2024 pendant la guerre du Mali.

## Déroulement
Le 26 mai 2024, les djihadistes du Groupe de soutien à l'islam et aux musulmans attaquent le camp militaire de la ville de Mourdiah. Les combats débutent à l'aube avec l'explosion de deux véhicules kamikazes et des tirs d'obus. Cependant, la garnison malienne parvient à repousser les assaillants.
Ces derniers battent alors en retraite, mais les troupes maliennes se lancent à la poursuite des fuyards. Des moyens aériens sont engagés avec notamment des tirs de drone.
De nombreux djihadistes sont notamment rattrapés et tués à Niamana, un village qui avait été le théâtre d'un massacre le 6 mai 2024, au cours duquel 13 civils avaient été tués et égorgés par des militaires maliens et des mercenaires russes.
Les djihadistes du Groupe de soutien à l'islam et aux musulmans ne publient pas de communiqué de revendication. Cependant, d'après Wassim Nasr, journaliste de France 24, ces derniers reconnaissent être responsables de l'attaque et admettent avoir subi une défaite.

## Pertes
Officiellement, l'armée malienne reconnait la perte de cinq hommes, ainsi que plusieurs dizaines de blessés.
Du côté des djihadistes, un reportage diffusé par l'armée sur la télévision d'État ORTM fait état de « plus d'une centaine » de terroristes neutralisés. Une vidéo prise par des soldats à Niamana montre notamment 31 cadavres de djihadistes mutilés : plusieurs sont éventrés sur toute la longueur, émasculés ou décapités,. Selon Wassim Nasr, la pratique des mutilations n'est pas habituelle de la part de l'armée malienne, mais est fréquente chez le Groupe Wagner. 
Dans une vidéo diffusée en juillet 2024, un soldat malien éventre un cadavre à la machette en annonçant qu'il va manger son foie. Ces images pourraient avoir été filmé à la suite de l'attaque de Mourdiah.